# Терехівка
Те́рехівка — село в Україні, у Киселівській сільській громаді Чернігівського району Чернігівської області. Населення становить 480 осіб. Село розташоване на березі річки Замглай (притока Десни). До 2020 орган місцевого самоврядування — Терехівська сільська рада.

## Історія
У 1982 році до Терехівки приєднано село Лопатин.
12 червня 2020 року, відповідно до розпорядження Кабінету Міністрів України № 730-р «Про визначення адміністративних центрів та затвердження територій територіальних громад Чернігівської області», увійшло до складу Киселівської сільської громади.
19 липня 2020 року, в результаті адміністративно - територіальної реформи та ліквідації Чернігівського району, село увійшло до складу новоутвореного Чернігівського району Чернігівської області.

## Населення

### Мова
Розподіл населення за рідною мовою за даними перепису 2001 року:
| Мова       | Кількість | Відсоток |
| ---------- | --------- | -------- |
| українська | 471       | 98.13%   |
| російська  | 7         | 1.45%    |
| вірменська | 1         | 0.21%    |
| румунська  | 1         | 0.21%    |
| Усього     | 480       | 100%     |

## Транспорт

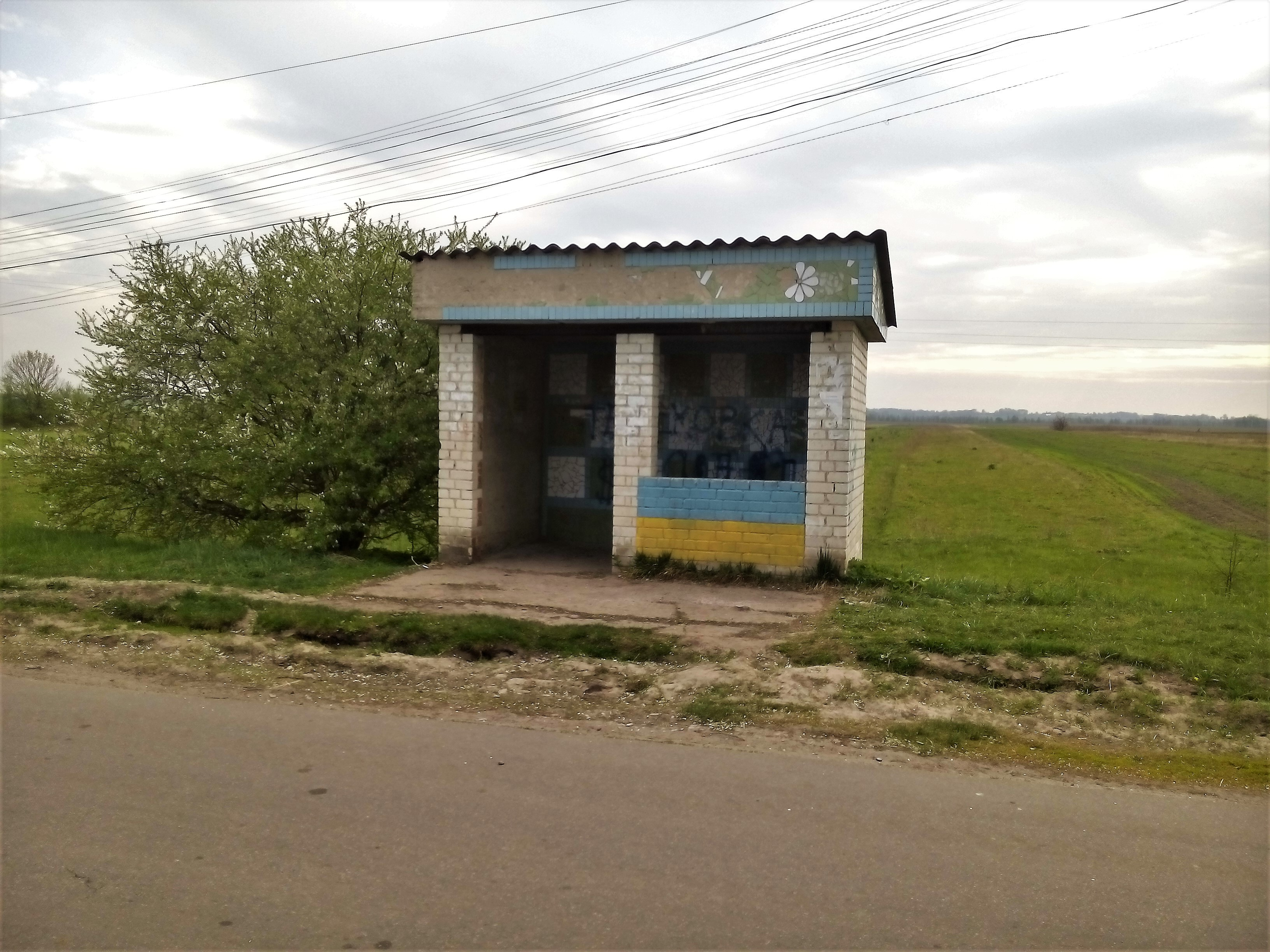
Автобусна зупинка

Село знаходиться близько від Чернігова — 6 км. Від Олександрівки (район Чернігова) до села прокладена асфальтована дорога. Кілька разів на день через село проїзджає автобус «Чернігів-Петрушин».

## Відомі люди
- Кайдан Стефан Захарович — козак 4-ї гарматної бригади 4-ї Київської дивізії Армії УНР, Герой Другого Зимового походу.
- Луговський Василь Денисович (1922—1994) — Герой Соціалістичної Праці.

## Галерея

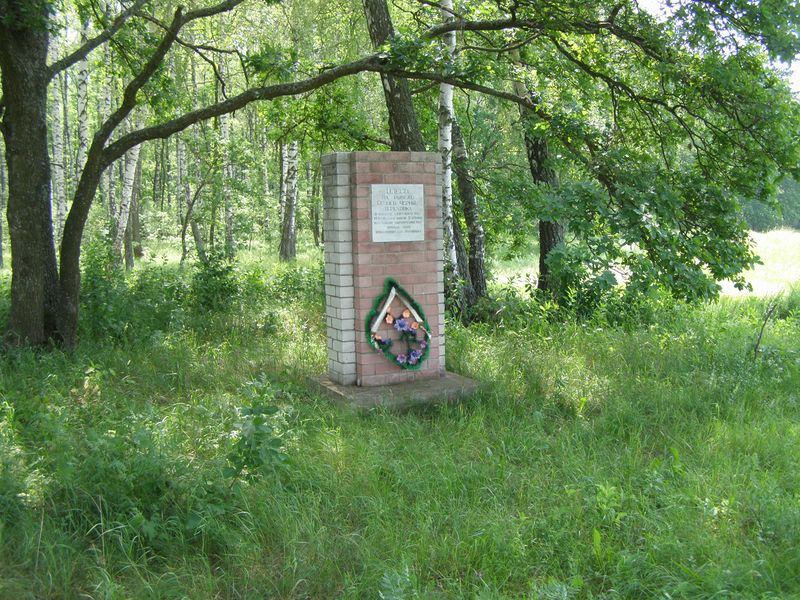
Пам'ятний знак воїнам 62-ї стрілецької дивізії. Загальний вигляд.
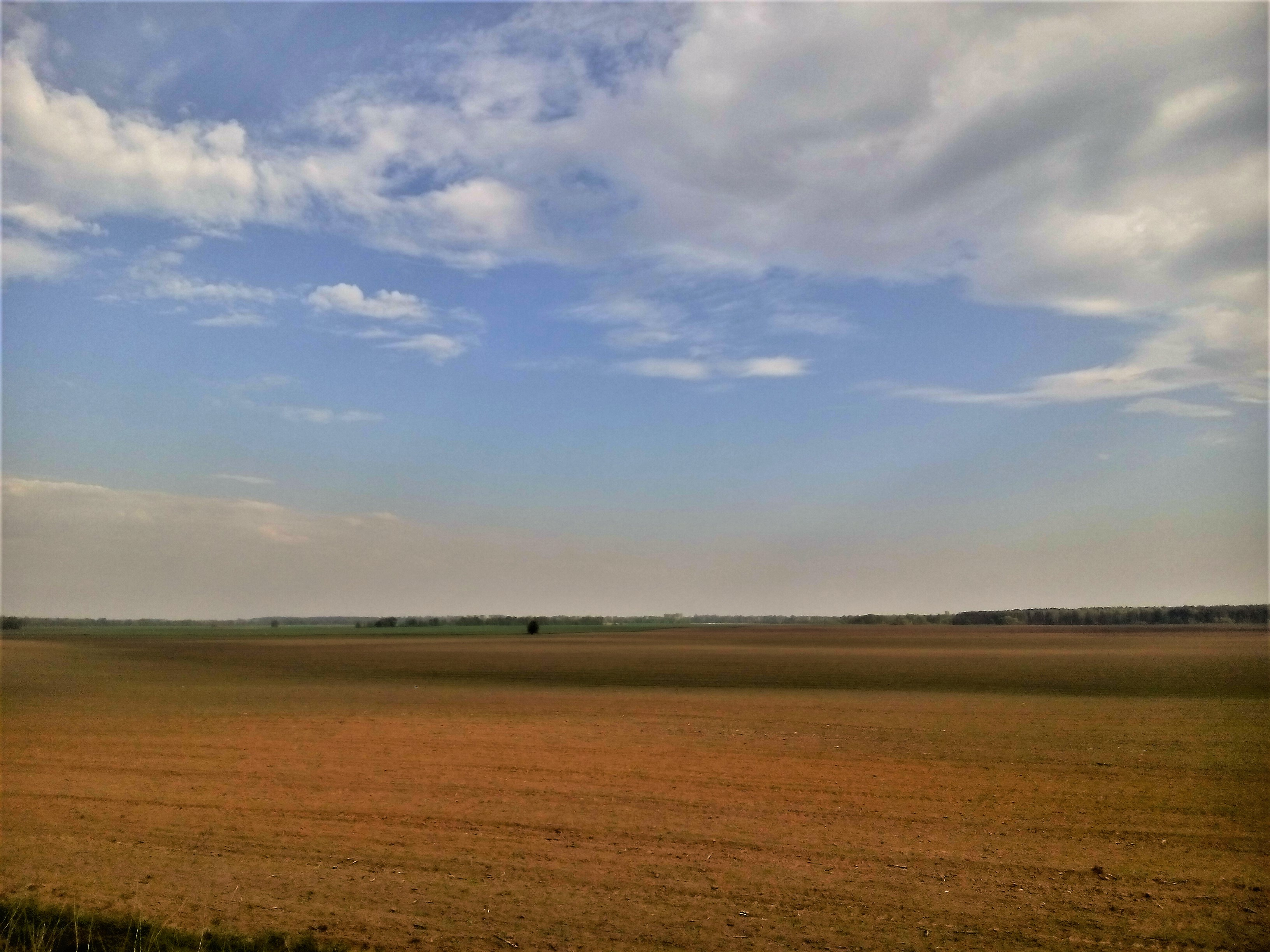
Поле біля села
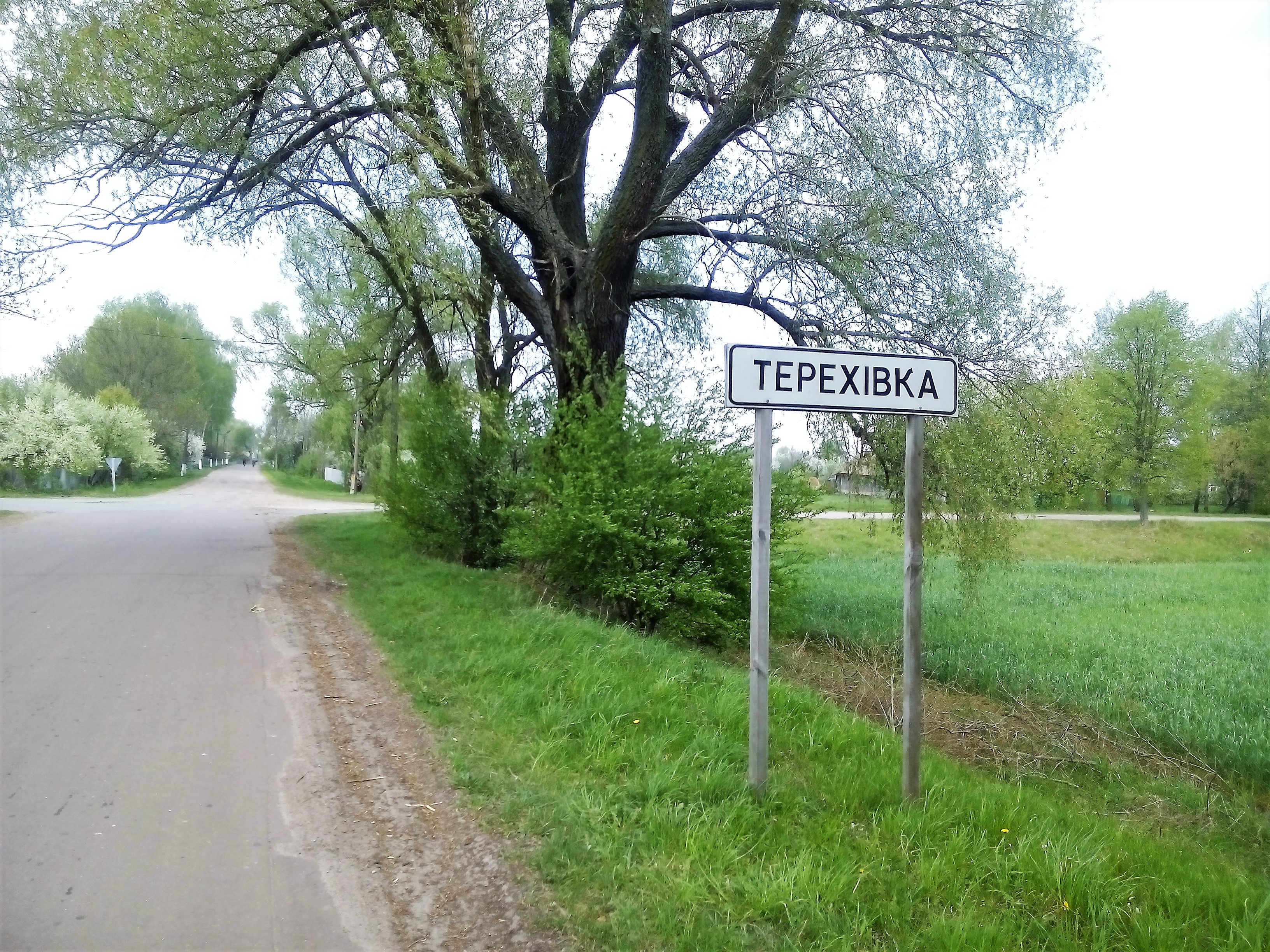
Табличка з назвою села при в'їзді
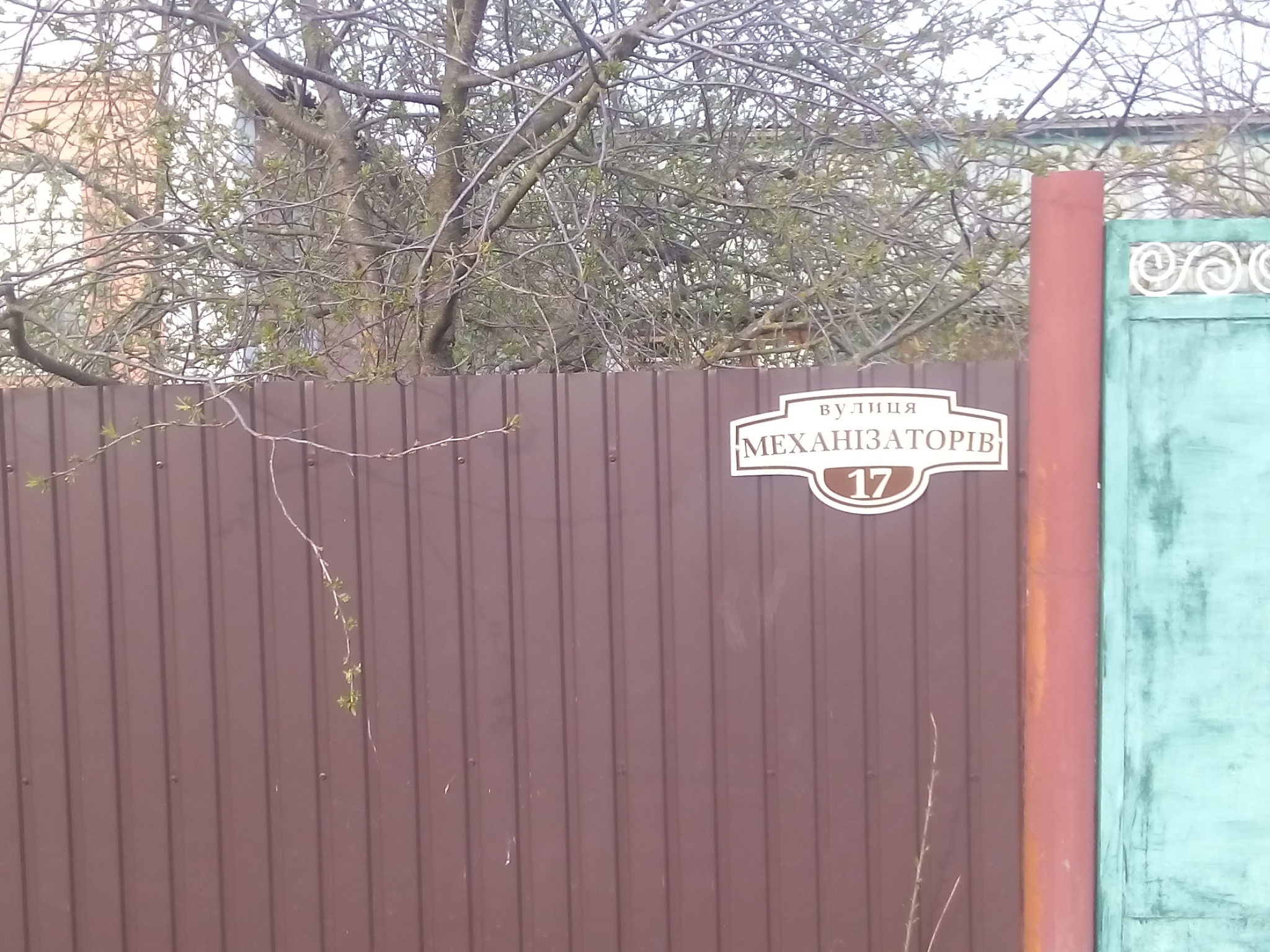
Вулиця Механізаторів
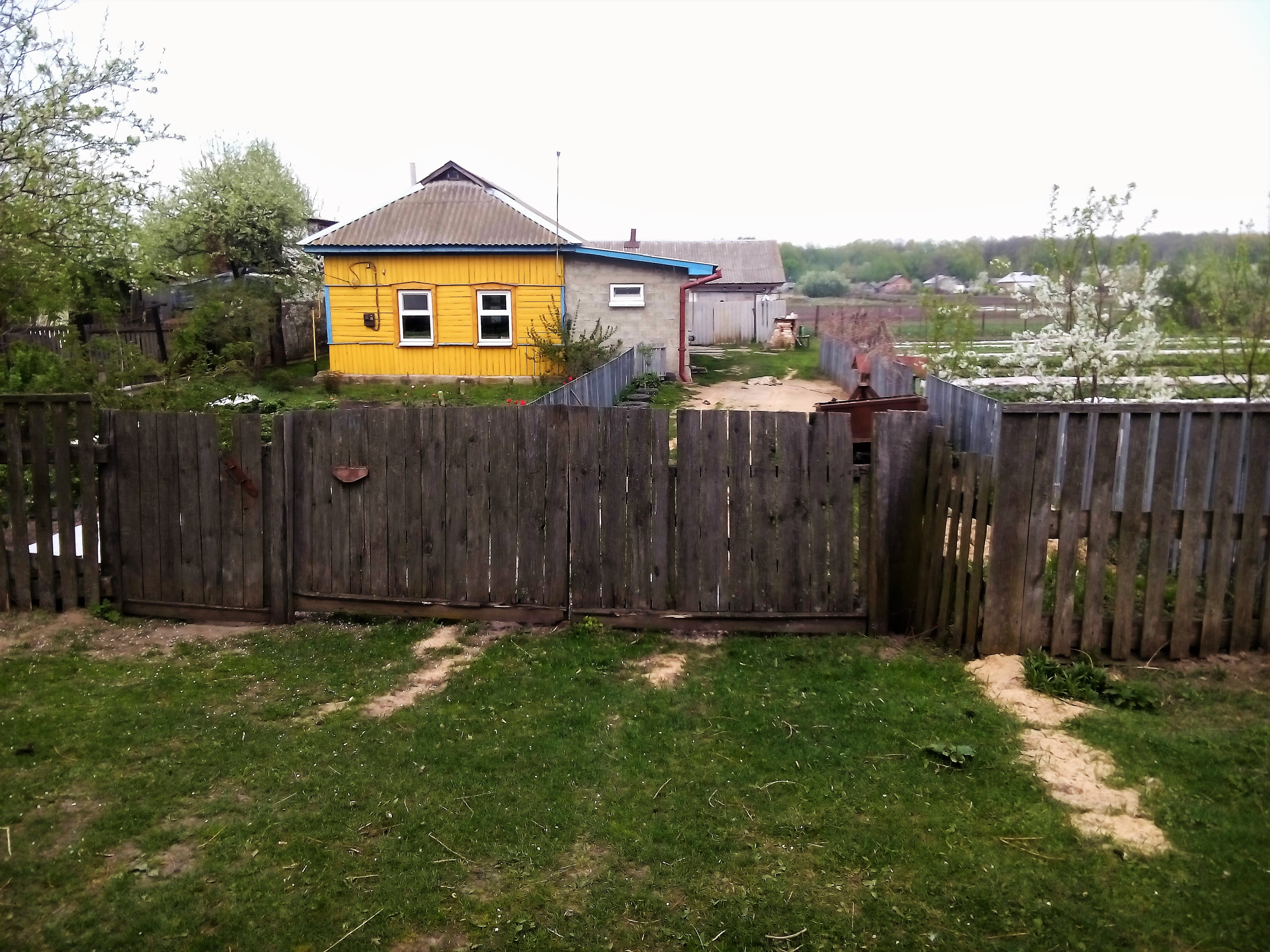
Типова хата (вулиця Механізаторів)
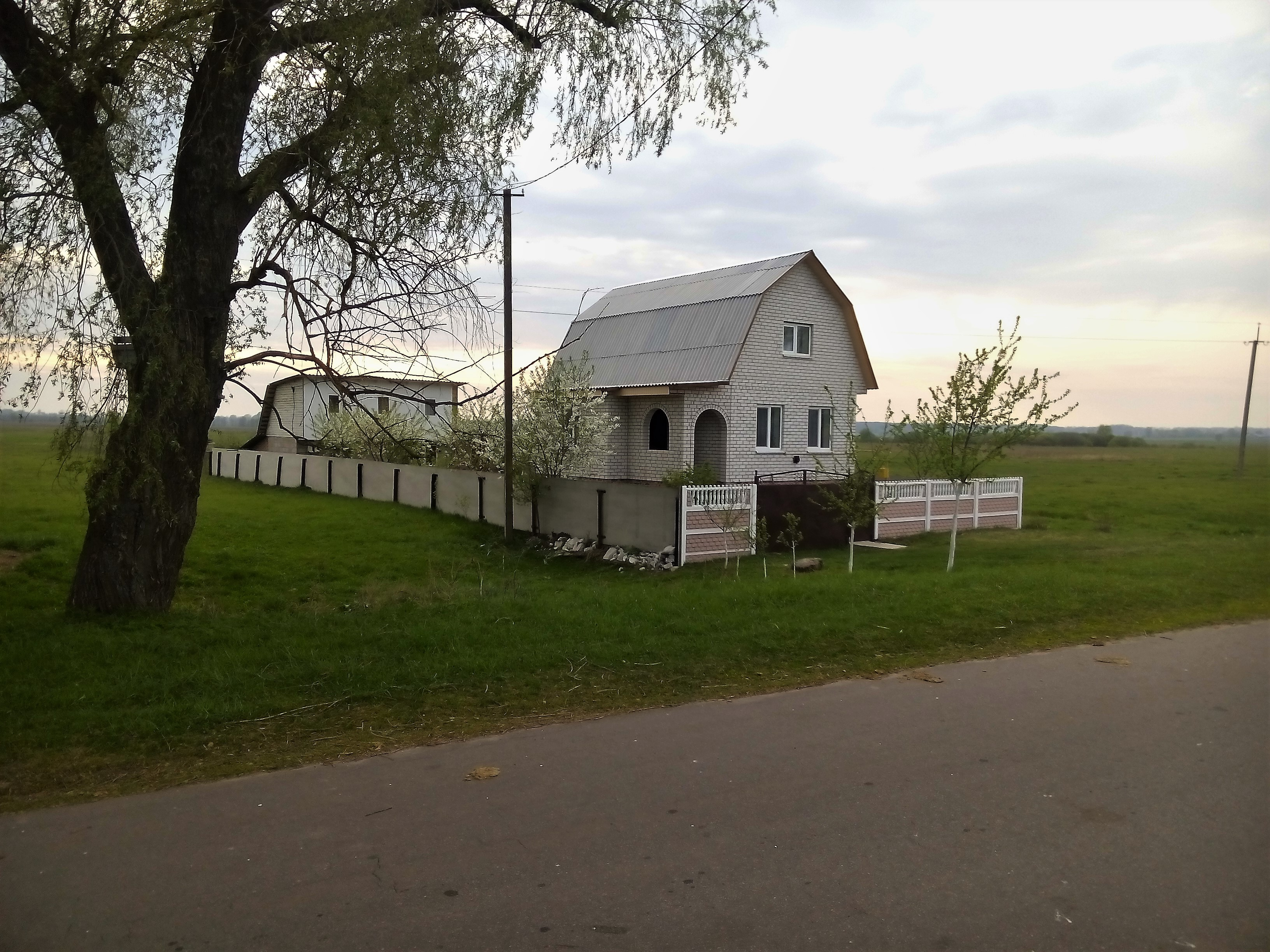
Новий будинок (вулиця Механізаторів)
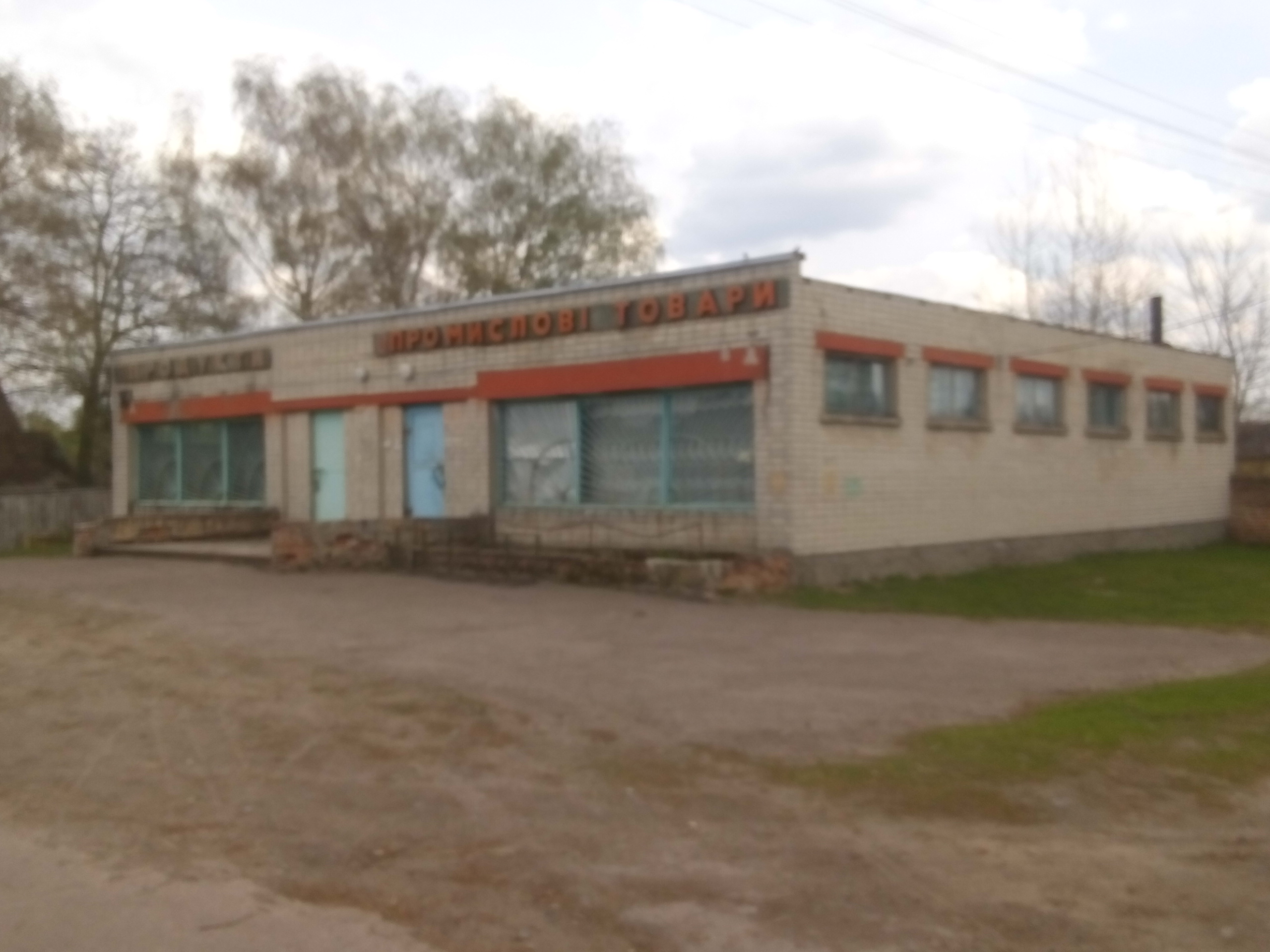
Магазин (зараз працює)
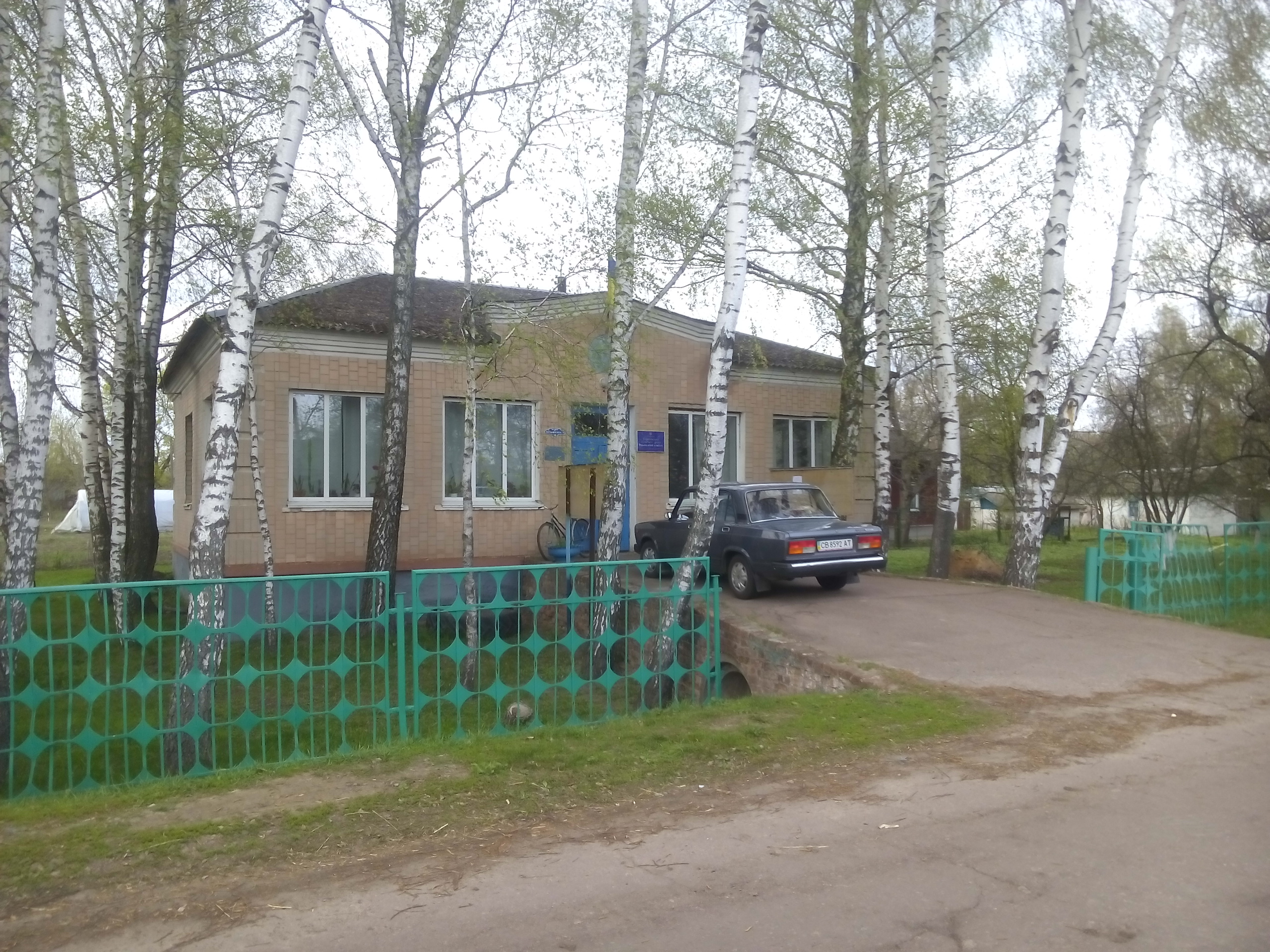
Сільрада
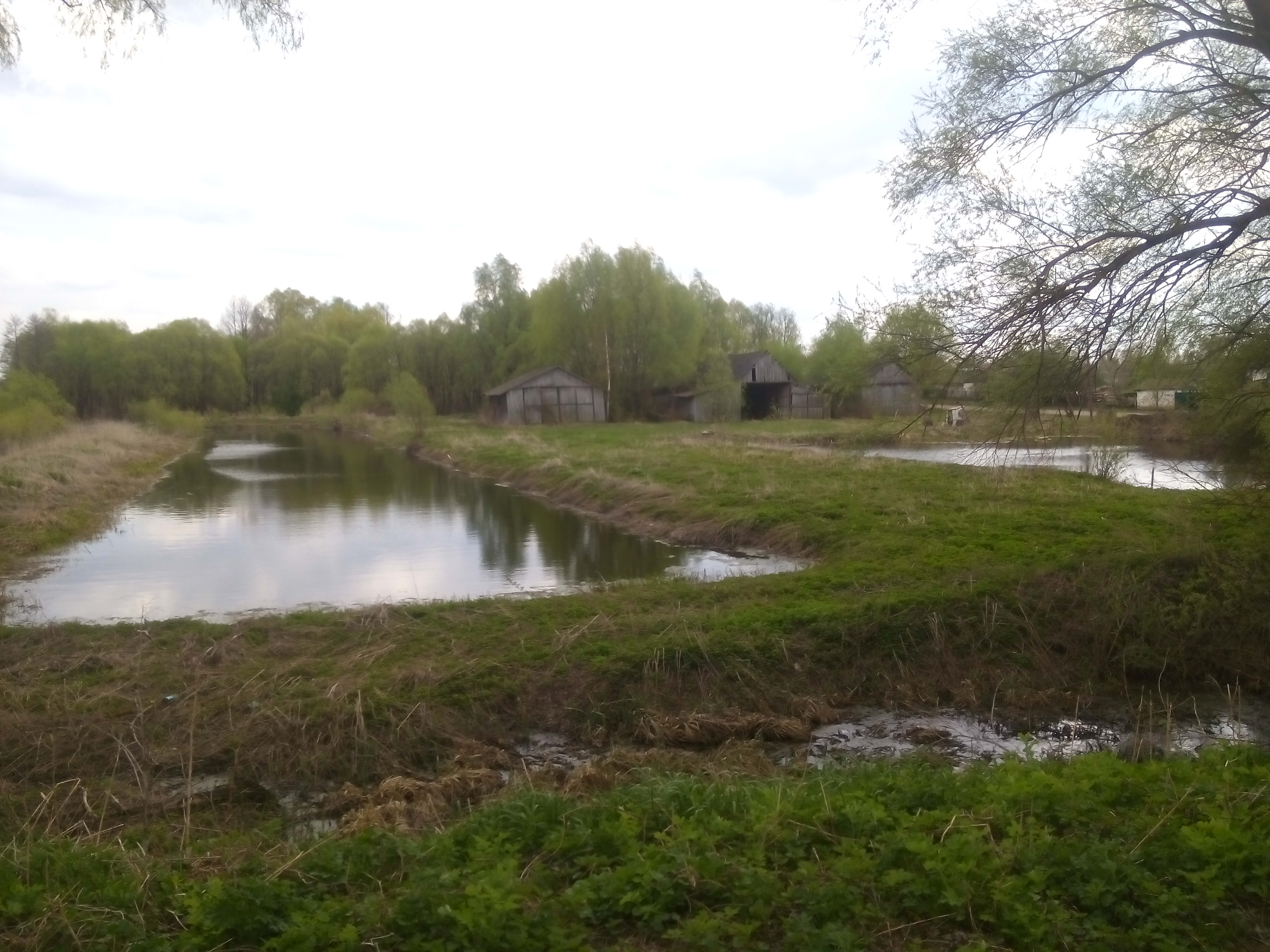
Копанки біля р. Замглай
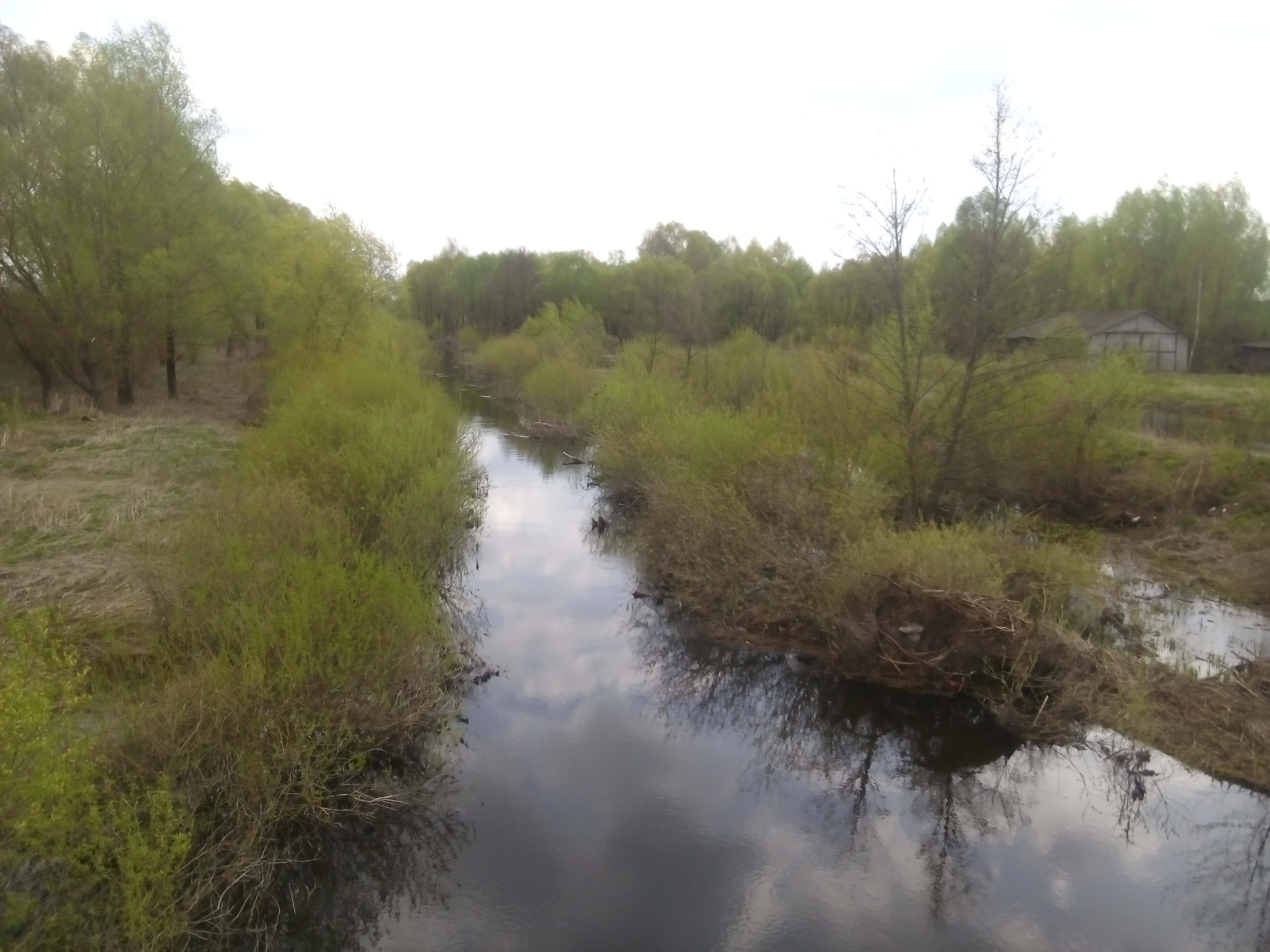
Замглай у Терехівці
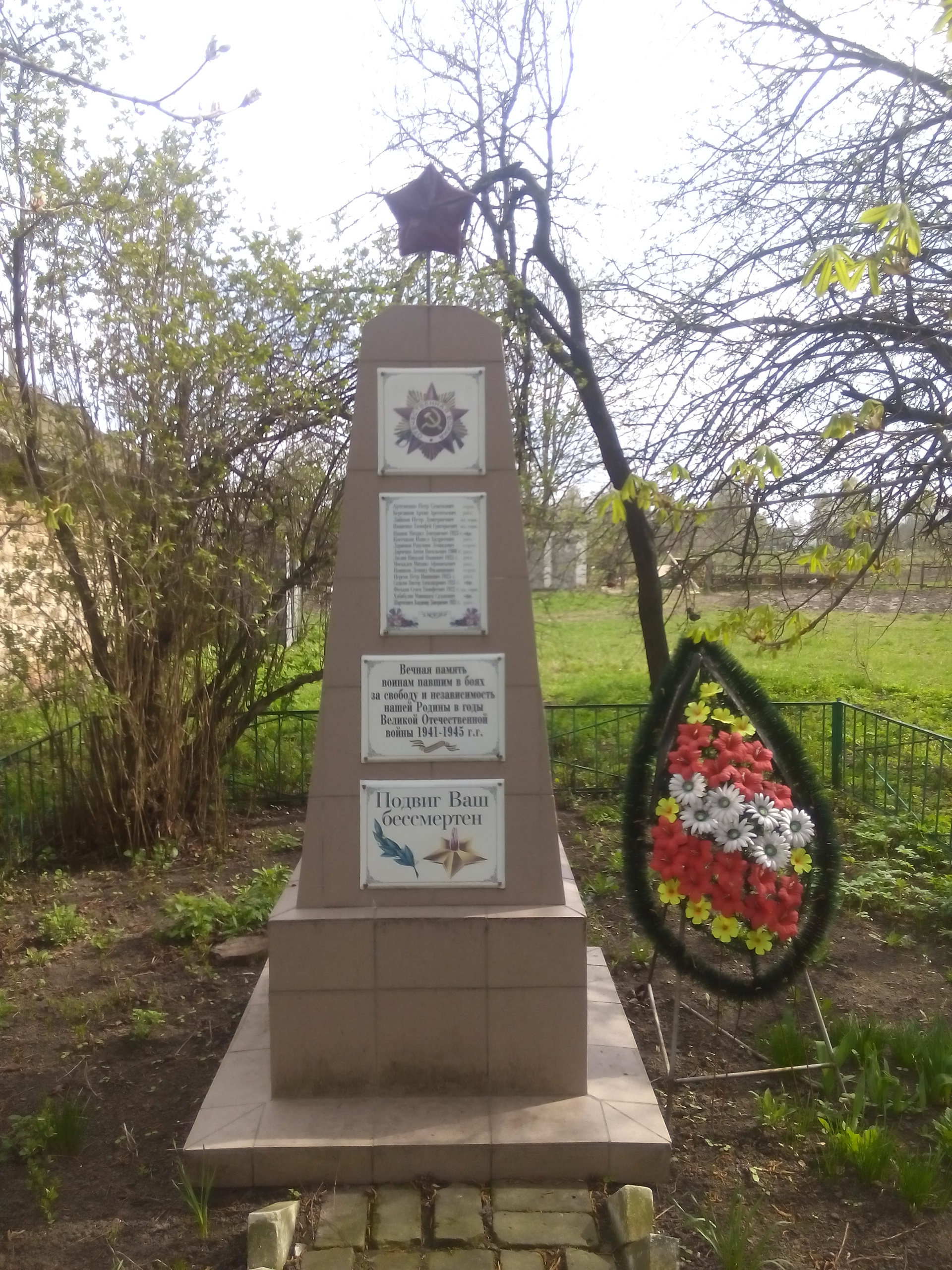
Пам'ятник
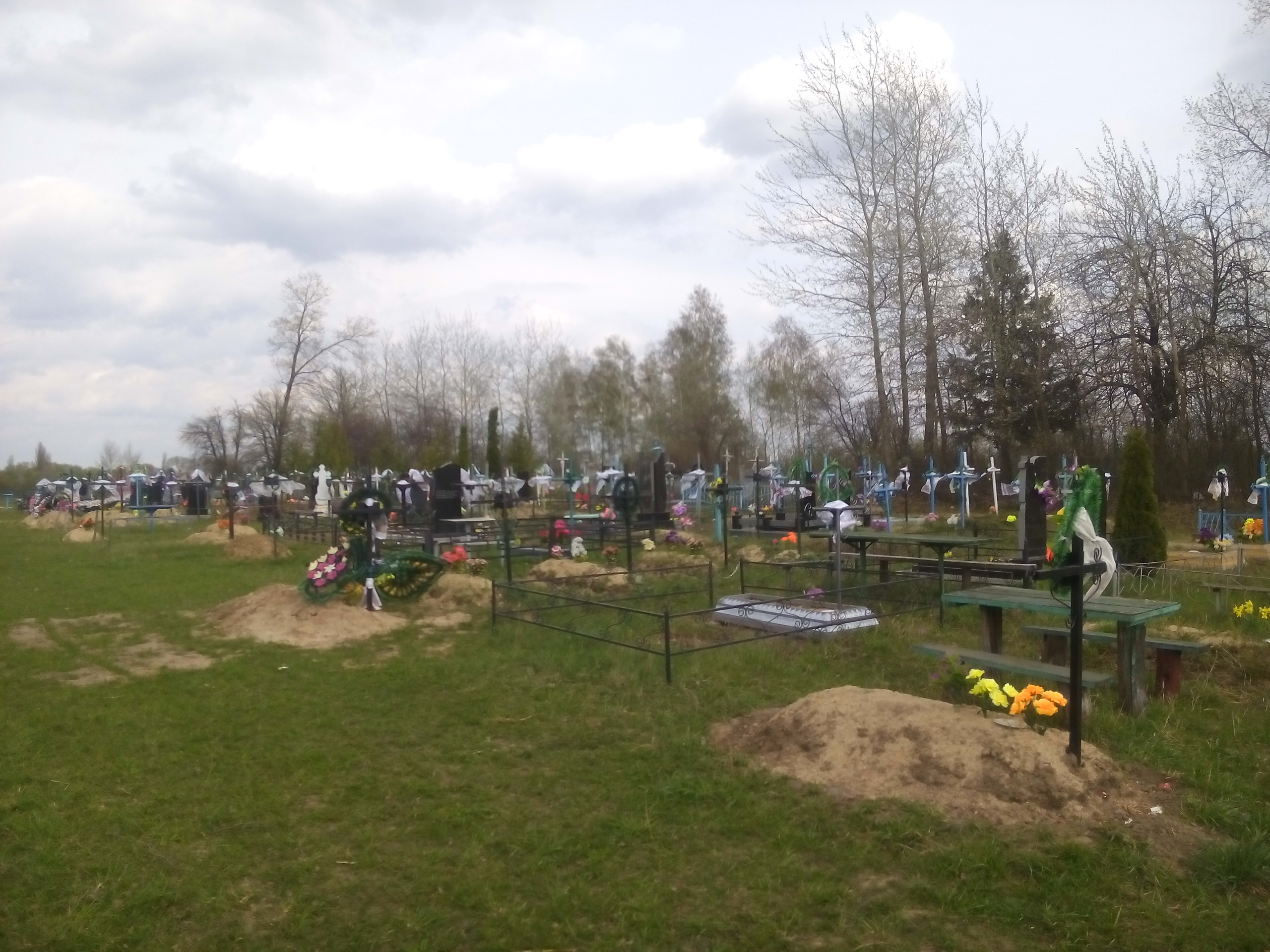
Кладовище
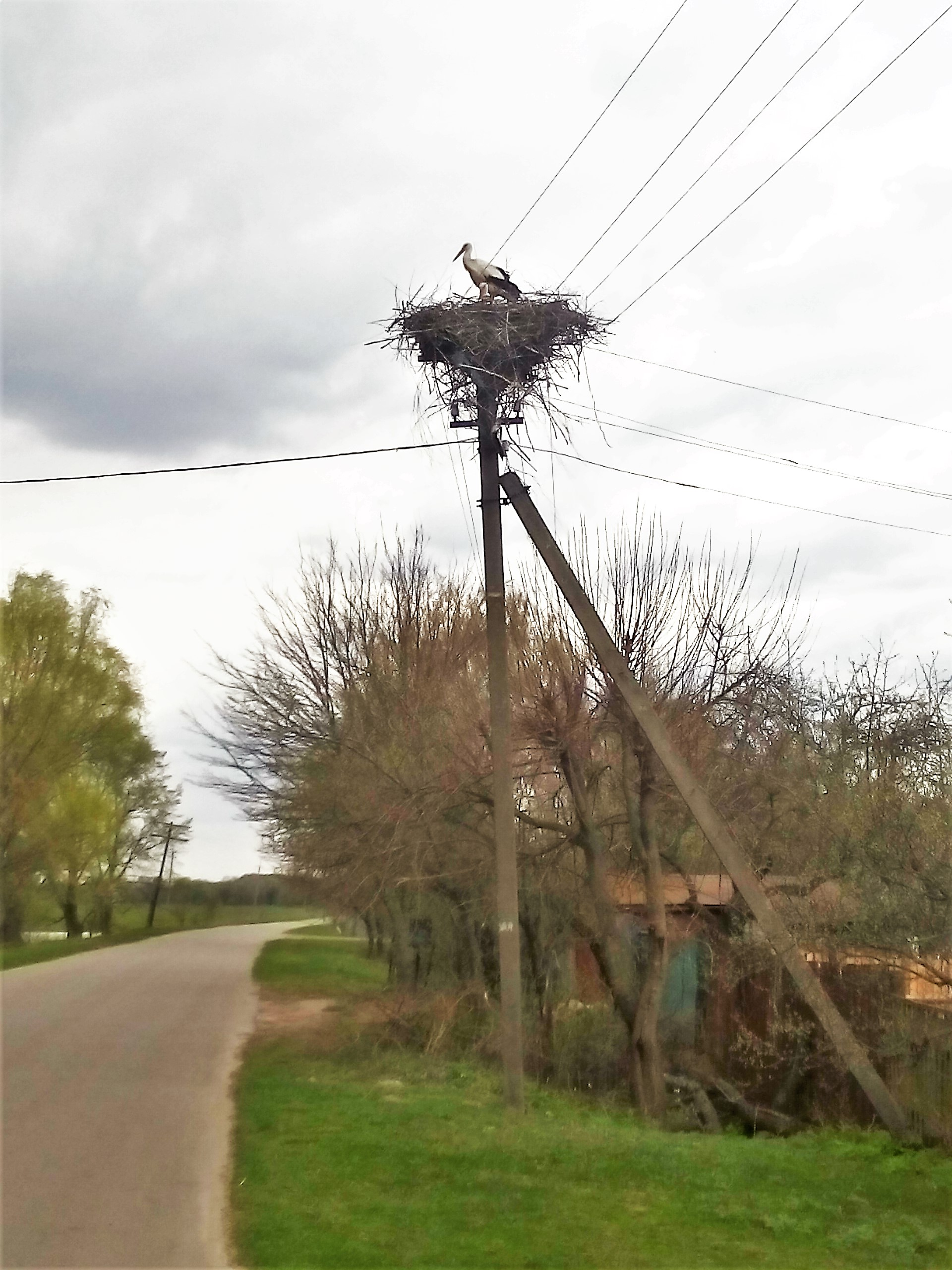
Гніздо журавлів